# Microhoria dentipalpis
Microhoria dentipalpis es una especie de coleóptero de la familia Anthicidae.

## Distribución geográfica
Habita en Marruecos.